# Acanthiophilus coarctatus
Acanthiophilus coarctatus är en tvåvingeart som beskrevs av Erich Martin Hering 1942. Acanthiophilus coarctatus ingår i släktet Acanthiophilus och familjen borrflugor.
Artens utbredningsområde är Kamerun. Inga underarter finns listade i Catalogue of Life.